# Mandelík indický

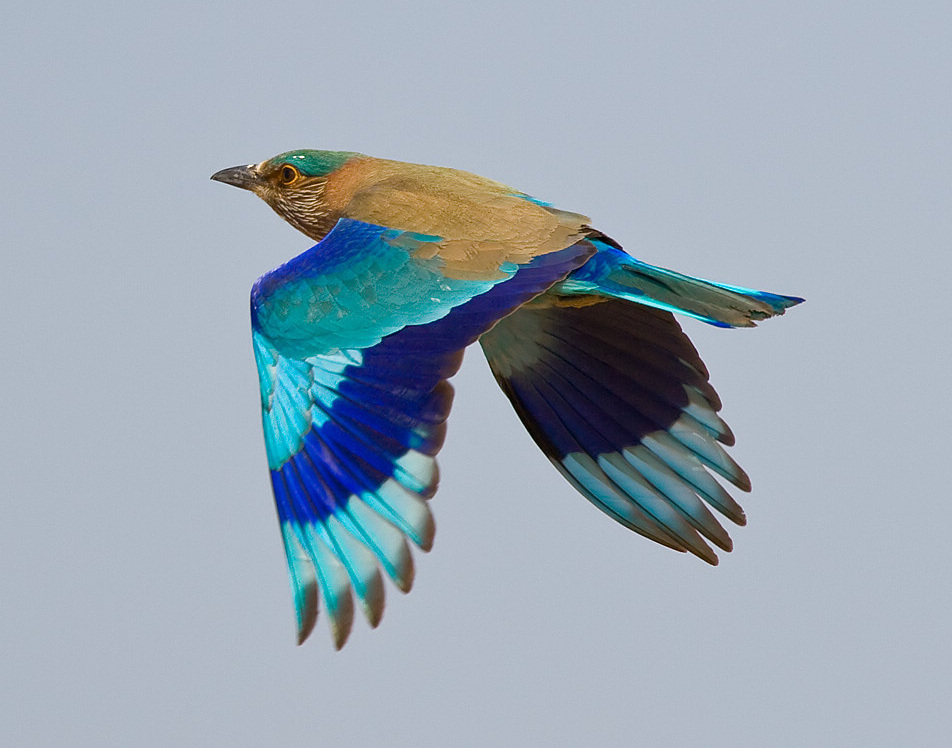
V letu

Mandelík indický (Coracias benghalensis) je 26–27 cm velký pták z čeledi mandelíkovitých (Coraciidae). Díky svému modrému temenu a jasně modrým křídlům se silným, tmavě modrým pruhem je velmi výrazný. Vyskytuje se v řídkých lesích, travinatých krajinách a v kulturní krajině na rozsáhlé části jižní poloviny asijského kontinentu v rozmezí od Iráku až po Thajsko; izolovaně je zastoupen také na Lakadivách a Maledivách. Je částečně tažný. Na kořist, kterou tvoří hmyz, členovci, malí plazi a obojživelníci, číhá z pozorovatelny, kterou se nejčastěji stávají dráty elektrického vedení nebo stromy. Je znám zejména díky výrazným zásnubním letům, které během námluv předvádí samci. Hnízdí ve stromových dutinách, v jedné snůšce pak bývá 3-5 bílých vajec.